# Nowy Dwór Gdański (district)
Nowy Dwór Gdański (powiat nowodworski) is een Pools district (powiat) in de woiwodschap Pommeren. Het district heeft een oppervlakte van 652,75 km² en telt 36.254 inwoners (2014).

## Gemeenten
Het district omvat 5 gemeenten:
- Krynica Morska (stadsgemeente) (Kahlberg)
- Nowy Dwór Gdański (stads- en landgemeente) (Tiegenhof)
- Ostaszewo (landgemeente) (Schöneberg)
- Stegna (landgemeente) (Steegen)
- Sztutowo (landgemeente) (Stutthof)

Stadsdistricten:
Gdańsk · Gdynia · Słupsk · Sopot

Districten:
Bytów · Chojnice · Człuchów · Gdańsk · Kartuzy · Kościerzyna · Kwidzyn · Lębork · Malbork · Nowy Dwór Gdański · Puck · Słupsk · Starogard · Sztum · Tczew · Wejherowo

Grootste steden:
Chojnice · Gdańsk · Gdynia · Kwidzyn · Lębork · Malbork · Rumia · Słupsk · Sopot · Starogard Gdański · Tczew · Wejherowo